# パリテ
社会学におけるパリテ（フランス語: parité）とは、議会・委員会、社会的団体での双方以上の代表者を均等にすることを指す。
ある社会的カテゴリの者がその母数と選ばれた代表者の間に大きな格差を受けている、という主張があるとき、パリテの原則は法や他の手段を通じて、当事者にとって不当と見なされるそれを是正しようとする。
女性の権利擁護の枠組みとしてのパリテの概念は、事実上差別的に見える（公的または私的な）機関でその男女が占める席数や役職数の制度的均等を守るために、提唱された。ここでは、政党・議会、職業におけるパリテについて述べる。

## 事例

### 内閣
ノルウェーでは1986年には、労働党のグロ・ハーレム・ブルントラント首相の内閣に、男性とほぼ同数の女性がいた。
国連女性機関と列国議会同盟による、少なくとも50%の女性閣僚がいる国の数の増加は次のとおりである。
- 2014年1月は、ニカラグア、スウェーデン、フィンランドの3カ国、
- 2015年は、フィンランド、カーボベルデ、スウェーデン、フランス、リヒテンシュタインの5カ国、
- 2017年は、ブルガリア、フランス、ニカラグア、スウェーデン、カナダ、スロベニアの6カ国[3]。
- 2019年1月は、スペイン（64,7 % - 第1次サンチェス内閣）、ニカラグア（55,6 %）、スウェーデン（54,5 % - ロヴェーン内閣）、アルバニア（53,3 %）、コロンビア（52,9 %）、コスタリカ（51,9 %）、ルワンダ（51,9 %）、カナダ（50,0 %）、フランス（50,0 % - 第2次フィリップ内閣）の9カ国。南アフリカ・エチオピア・セーシェル・スイス・リヒテンシュタインの内閣は、閣僚のポストが奇数で、女性はその半数に及ばない[4]。ルワンダとニカラグアは、その権威主義において際立った国である[5]。

2007年に組閣されたフィンランドの第2次ヴァンハネン内閣は、20名の閣僚のうち12人（60 %）が女性であり、スウェーデンによるそれ（52 %）を上回る記録である。この記録は2018年にスペインの第1次サンチェス内閣によって破られ、17名中11人、大臣の三分の二近く（64,7 %）が女性である · 。2019年に組閣されたフィンランドのマリーン内閣は、19名中12人（63,2 %）が女性である。
2017年1月の数値による、閣僚ポストを占める女性の世界平均は 18,3 % である。

### 公選職
国連女性機関の政策顧問である Julie Ballington は2018年に、「全世界の議会には平均で 24 % の女性議員がいる」と述べており、その割合は徐々に増えている。
2018年には24カ国（ヨーロッパでは数カ国）が、議会での女性のクオータ制を導入しており、ルワンダでは議席の 60 % が女性のために割り当てられる。2020年のチリ国民投票を受けた制憲議会は、パリテが義務付けられており、チリは、女男同数で憲法が起草された世界初の国となった。2021年の英国地方選挙後のスコットランド議会では、女性が 45 % を占めている。
フランスにおける2000年6月6日のパリテに関する法律は、選挙負託及び公選職に女性と男性が可能な限り平等に参画することを目的としている。この法律は政党が、多数投票では各性の候補者を同数にし、比例選挙では男女の候補者を交互にすることを義務付けている。フランスは、公選職での女性・男性が 50 % づつのパリテ法を施行した最初の国である。

### 取締役会と監査役会
フランスでは2006年以降、取締役会に 40 % 以上の女性がいる企業のみが、株式会社として登記できる。コペ＝ズィママン法（2011年）も、取締役会に関する目的を同じくしている。
2019年に女男平等高等評議会（HCE ）は、「2011年に法が施行されてから、大企業・上場企業の取締役会や監査役会での女性の割合は着実に増えており、女性管理職の構成は男性のそれに対して顕著になっている」と、述べている。そして CAC 40 企業の取締役・監査役会における女性の比率は、（2009年の10,7 % に対して）44,6 % に、SBF 120 企業においては 43,6 % に、達している。その代わりに HCE は、執行役会における「気弱な進歩」について、「CAC 40 企業の女性執行役の割合は、2009年の7,3 % から2019年の18,2 % に上昇した」と、注記している。
ドイツでは執行役会の女性化が後退していて、2020年9月には Dax の30企業のうち11社に上級職の女性がおらず、2019年の倍になっていたが、2020年11月には、これらの企業の執行役会に最低一名の女性を割り当てる、法を課すことになった。

### 宗派のパリテ
レバノンでのパリテは、キリスト教徒とイスラム教徒の議員や大臣が同数であることを指している。したがってパリテは、レバノンの宗派体制に固有の枠組みで、各宗教共同体のために議席を割り当てる、ターイフ合意以降に適用されている。

### 言語のパリテ
ベルギーの特定の機関における、フランス語話者とオランダ語話者の例が挙げられる。そしてパリテは、バイリンガリズムの文脈において用いられる。

### パリタリスム
パリタリスムを指してパリテの原則が語られることもあり、これは労使同数の代表者による組織の共同決定を意味する。

## 註と参照
1. ↑  「パリテ」『デジタル大辞泉』。コトバンクより2025年8月3日閲覧。
2. ↑  « Des femmes à la tête des trois plus importants postes du gouvernement norvégien », bfmtv.com, 23 octobre 2017.
3. 1 2  “Les gouvernements paritaires sont en hausse” (2018年10月26日). 2020年11月9日閲覧。.
4. ↑  “Femmes en politique : 2019” (2019年). 2020年11月9日閲覧。.
5. 1 2 3  Simon Petite (2018年12月5日). “Dans le monde, le timide bond des gouvernements paritaires”. 2020年11月9日閲覧。.
6. ↑  “Finlande. Le gouvernement le plus féminin du monde” (2007年4月18日). 2020年11月9日閲覧。
7. ↑  François Musseau (2018年6月7日). “Onze de choc en Espagne : les femmes ultra-majoritaires au gouvernement”. 2020年11月9日閲覧。
8. ↑  Sílvia Claveria (6 juin 2018). “España, récord mundial de ministras”. El País 2018年6月6日閲覧。.
9. ↑  “Les femmes majoritaires au gouvernement” (2019年12月11日). 2020年11月9日閲覧。.
10. ↑  Claudia Mojica (2020年11月2日). “Chile celebrates a gender equality milestone”. 2020年11月9日閲覧。.
11. ↑  Cécile Ducourtieux (2021年5月24日). “La parité bien ordonnée du Parlement écossais”. 2021年5月25日閲覧。.
12. 1 2  「パリテ法」『デジタル大辞泉』。コトバンクより2025年8月3日閲覧。
13. ↑  “Gender Quotas Database - France” (2013年12月20日). 2017年9月7日閲覧。
14. ↑  フランスにおける取締役会等へのクオータ制の導入　服部有希
15. 1 2  Haut Conseil à l'égalité entre les femmes et les hommes (2019). Accès des femmes aux responsabilités et rôle levier des financements publics: des nouveaux champs pour la parité (PDF). p. 21-22..
16. ↑  Haut Conseil à l'égalité entre les femmes et les hommes (2019). Accès des femmes aux responsabilités et rôle levier des financements publics: des nouveaux champs pour la parité (PDF). p. 80..
17. ↑  “Décision "historique" de l'Allemagne qui interdit les comités de direction sans femme” (2020年11月27日). 2021年1月19日閲覧。